# Carlo Bartolomeo Bermondi
Carlo Bartolomeo Bermondi, conte (Nizza Marittima, 24 ottobre 1786 – Nizza Marittima, 27 marzo 1855), è stato un magistrato e politico italiano.